# Nguyễn Tuyết Sương
Nguyễn Tuyết Sương (sinh 1951) là đại biểu Quốc hội Việt Nam khóa 11, thuộc đoàn đại biểu Bến Tre.